# Jesús González Ortega

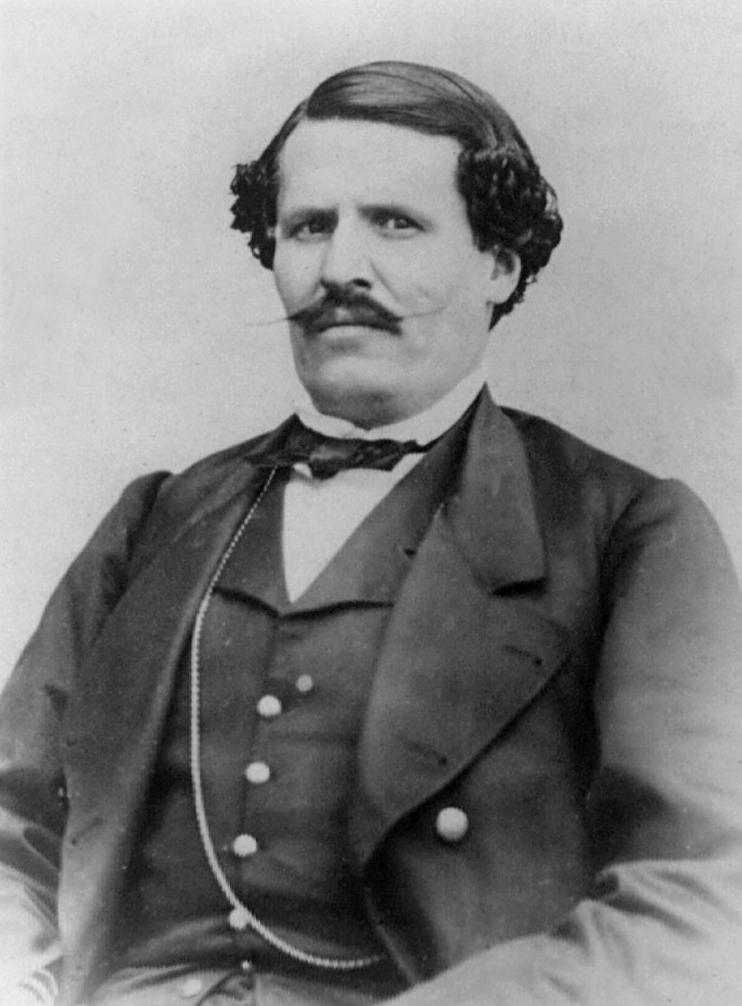
Jesús González Ortega

Jesús González Ortega (Fresnillo, 20 januari 1822 - Saltillo, 28 februari 1881) was een liberaal Mexicaans politicus en militair.
González Ortega was afkomstig uit de staat Zacatecas. Hij studeerde rechtsgeleerdheid maar kon zijn studie niet afmaken. Hij was al van jongs af aan bij de politiek betrokken en werd gemeentesecretaris en later rechter in Zacatecas. Na de staatsgreep van Antonio López de Santa Anna tegen Mariano Arista in 1853 nam González Ortega met een aantal getrouwen de wapenen op. Hij wist de Santanistische troepen bij Tlaltenango te verslaan, en sloot zich een jaar later aan bij de Revolutie van Ayutla, die er in 1855 ten slotte in slaagde Santa Anna te verdrijven. González Ortega was afgevaardigde in het Grondwetgevend Congres van 1856-1857. Na het aannemen van de grondwet van 1857 werd hij tot gouverneur van Zacatecas gekozen.
Bij het uitbreken van de Hervormingsoorlog tussen liberalen en conservatieven nam González Ortega de wapenen weer op. Hoewel hij geen beroepsmilitair was bleek hij een van de bekwaamste generaals van de liberalen, en in 1860 werd hij door de liberale president Benito Juárez tot opperbevelhebber van het liberale leger benoemd. In december van dat jaar versloeg hij in de slag bij Calpulalpan beslissend de conservatieve bevelhebber Miguel Miramón waarna de weg naar Mexico-Stad open lag, en de liberalen wisten te triomferen. Hij werd na afloop van de oorlog wederom gouverneur van Zacatecas en werd tevens minister van defensie onder Juárez, maar na een conflict met andere kabinetsleden legde hij die functie al na korte tijd neer. Wel werd hij aan het eind van 1861 voorzitter van het Hooggerechtshof.
Tijdens de Franse Interventie in Mexico werd González Ortega door Juárez na de dood van Ignacio Zaragoza tot hoofd van het oostelijke leger benoemd. Hij leidde de Mexicaanse troepen tijdens het beleg van Puebla in 1863 maar zag zich na twee maanden wegens gebrek aan munitie en bevoorrading gedwongen de stad op te geven aan de Franse generaal Élie Frédéric Forey. Nadat González Ortega en zijn ondergeschikten weigerden een verklaring te ondertekenen waarin zij verklaarden de strijd niet voort te zetten werd hij door Forey gevangengenomen, en naar Frankrijk gevoerd. Onderweg naar Veracruz wist hij dankzij de hulp van Manuel Doblado echter te ontsnappen en naar San Luis Potosí te vluchten, op dat moment de zetel van de Mexicaanse regering. Vervolgens trok hij door naar Zacatecas en Durango om daar de strijd tegen de Fransen verder te leiden. In 1864 werd hij bij La Estanzuela verslagen en zag hij zich gedwongen Durango op te geven aan de Fransen. Op de vlucht door de woestijn naar het noorden kwam een groot deel van zijn manschappen om het leven.
In 1865 was de termijn van Juárez volgens de grondwet afgelopen, maar wegens de oorlog konden er geen nieuwe verkiezingen georganiseerd worden. González Ortega verzocht daarom Juárez de macht aan hem over te dragen, aangezien de grondwet de voorzitter van het Hooggerechtshof de president zou volgen wanneer er geen nieuwe president beschikbaar is. Juárez weigerde echter, en verklaarde dat wegens de oorlog een uitzondering gemaakt moest worden, en verlengde eigenhandig zijn termijn tot het einde van de oorlog. González Ortega tekende protest aan, maar kreeg maar nauwelijks steun. Hij werd in opdracht van Juárez gearresteerd wegens verraad, maar werd uiteindelijk vrijgesproken, waarna hij verkoos in ballingschap naar de Verenigde Staten te gaan, waar hij door de Amerikaanse autoriteiten gearresteerd werd.
Begin 1867 keerde hij terug naar Mexico en riep zich met steun van de gouverneur van Zacatecas tot president uit, maar werd opnieuw gearresteerd en zat gevangen tot hem in juli 1868, de Fransen waren inmiddels verslagen en Juárez herkozen als president, gratie werd verleend. González Ortega besloot de regering van Juárez te erkennen en trok zich uit het openbare leven terug. Hij overleed dertien jaar later in Saltillo.
- Gemeinsame Normdatei: 1053184964
- International Standard Name Identifier: 0000 0000 2826 6813
- Library of Congress Control Number: n85136060
- Nationale Bibliotheek van Israël: 987007457054705171
- Nederlandse Thesaurus van Auteursnamen: 13159382X
- Système universitaire de documentation: 121685594
- Virtual International Authority File: 16202896
- WorldCat: E39PBJkdph663R4FjJFdTg8Hmd